# Félix Lacuesta
Félix Lacuesta (Bayonne, 20 febbraio 1958) è un ex calciatore francese, di ruolo centrocampista.

## Carriera
Cresciuto nelle giovanili dell'Aviron Bayonnais, la squadra della sua città natale, e poi in seguito nel Saint-Étienne, esordì nella massima serie francese nel 1977, quando fu ceduto in prestito, assieme al suo compagno di squadra Jean-François Larios, al Bastia. Al suo primo anno con la squadra còrsa Lacuesta raggiunse la finale di Coppa UEFA. Trasferitosi definitivamente al Bastia, Lacuesta vi rimase fino al 1981 (salvo una parentesi al Bordeaux nella stagione 1979-1980) vincendo nella stagione 1980-1981 la Coppa di Francia ai danni del Saint-Étienne.
Dal 1981 al 1984 Lacuesta militò nello Strasburgo, per poi passare al Lione, in cui vi rimase una sola stagione. Dopo una breve parentesi al Bastia, a gennaio fu ceduto al Monaco in cui militò fino alla fine della stagione, quando si trasferì al Lilla. A partire dalla stagione 1987-1988 Lacuesta militò nel Cannes, squadra in cui rimase fino all'anno del suo ritiro, avvenuto nel 1990.

## Statistiche

### Presenze e reti nei club
| Stagione  | Squadra         | Serie | Presenze | Gol |
| --------- | --------------- | ----- | -------- | --- |
| 1973-1974 | Saint-Étienne   | D1    | -        | -   |
| 1974-1975 | Saint-Étienne   | D1    | 1        | -   |
| 1975-1976 | Saint-Étienne   | D1    | 8        | 1   |
| 1976-1977 | Saint-Étienne   | D1    | 6        | 1   |
| 1977-1978 | Bastia          | D1    | 30       | 2   |
| 1978-1979 | Bastia          | D1    | 19       | 2   |
| 1979-1980 | Bordeaux        | D1    | 19       | 2   |
| 1980-1981 | Bastia          | D1    | 31       | 3   |
| 1981-1982 | Strasburgo      | D1    | 32       | 3   |
| 1982-1983 | Strasburgo      | D1    | 26       | 2   |
| 1983-1984 | Strasburgo      | D1    | 32       | 2   |
| 1984-1985 | Olympique Lione | D2    | 22       | 2   |
| 1985-1986 | Bastia          | D1    | 17       | -   |
| 1985-1986 | Monaco          | D1    | 12       | 2   |
| 1986-1987 | Lilla           | D1    | 31       | 1   |
| 1987-1988 | Cannes          | D1    | 24       | -   |
| 1988-1989 | Cannes          | D1    | 20       | 2   |
| 1989-1990 | Cannes          | D1    | 1        | -   |

## Palmarès
- Campionato francese: 2

Saint-Étienne: 1974-1975, 1975-1976
- Coppa di Francia: 1

Bastia: 1980-1981
- Coppa delle Alpi: 1

Bordeaux: 1980